# 比延駅
比延駅（ひええき）は、兵庫県西脇市鹿野町にある、西日本旅客鉄道（JR西日本）加古川線の駅。

## 歴史
- 1924年（大正13年）12月27日：播丹鉄道 野村駅（現在の西脇市駅） - 谷川駅間の開通と同時に開業[2]、旅客・貨物の取扱を開始[3]。
- 1943年（昭和18年）6月1日：播丹鉄道の国有化により鉄道省加古川線の駅となる[4]。
- 1962年（昭和37年）3月1日：貨物の取扱を廃止[1]。
- 1973年（昭和48年）10月1日：荷物扱い廃止[5]。無人化[6]（ただし、1年間のみ日中に限り駅員を一人配置[7]）。
- 1987年（昭和62年）4月1日：国鉄分割民営化により西日本旅客鉄道の駅となる[1]。
- 1990年（平成2年）6月1日：加古川鉄道部発足により、その管轄となる。
- 2009年（平成21年）7月1日：加古川鉄道部廃止に伴い神戸支社直轄へ変更され、加古川駅の被管理駅となる[8][9]。
- 2019年（令和元年）11月：駅舎解体とスロープ設置のバリアフリー工事開始。

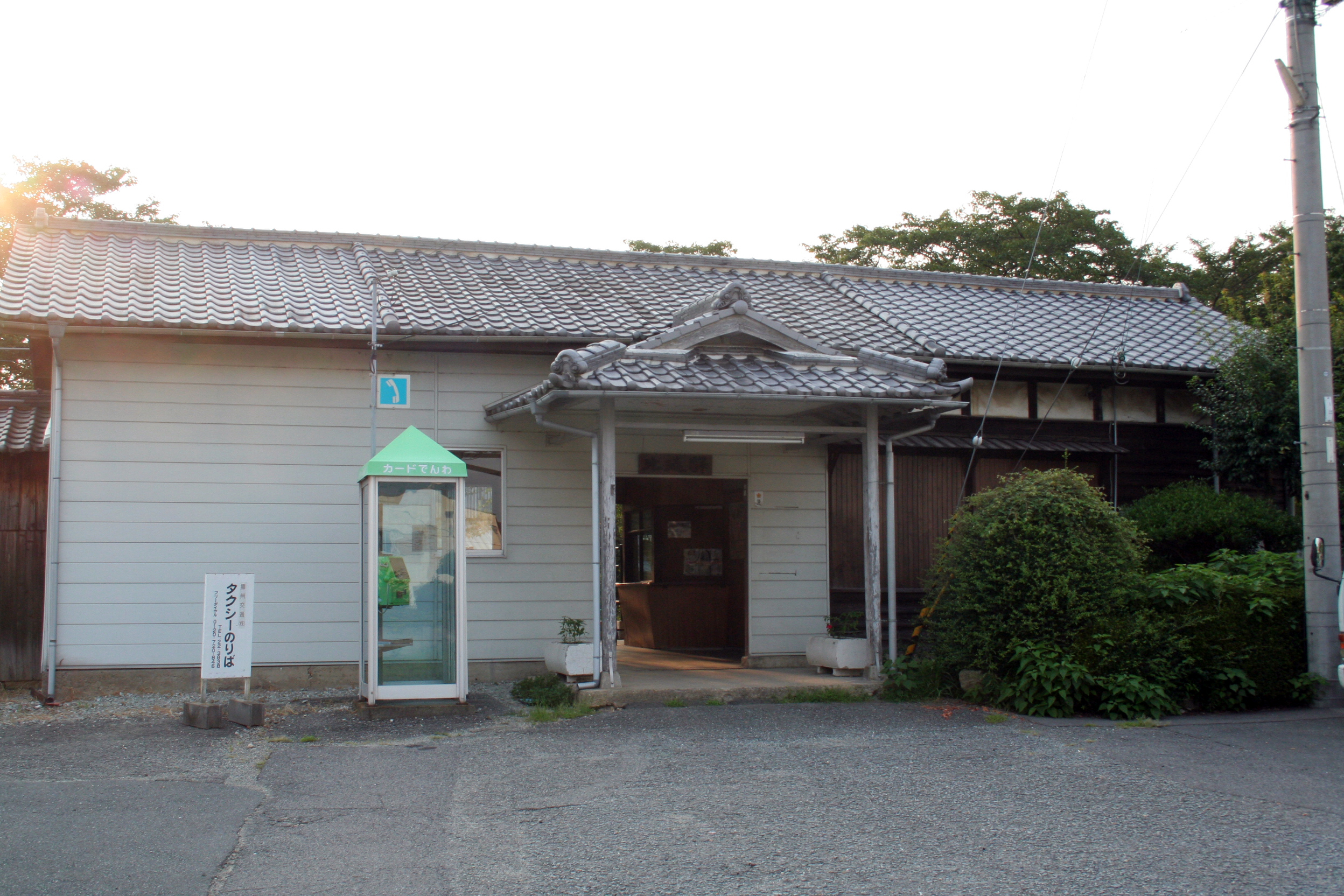
旧駅舎（2010年8月）

## 駅構造
谷川方面に向かって右側に単式ホーム1面1線を有する地上駅（停留所）。加古川駅管理の無人駅となっており、自動券売機や乗車駅証明書発行機も設置されていない
元々は相対式ホームで現在使用しているホームの向かい側に使用されていないホームがあり、開業時に植樹されたソメイヨシノの古木がある。
便所は、男女共用の汲み取り式があったが閉鎖された。

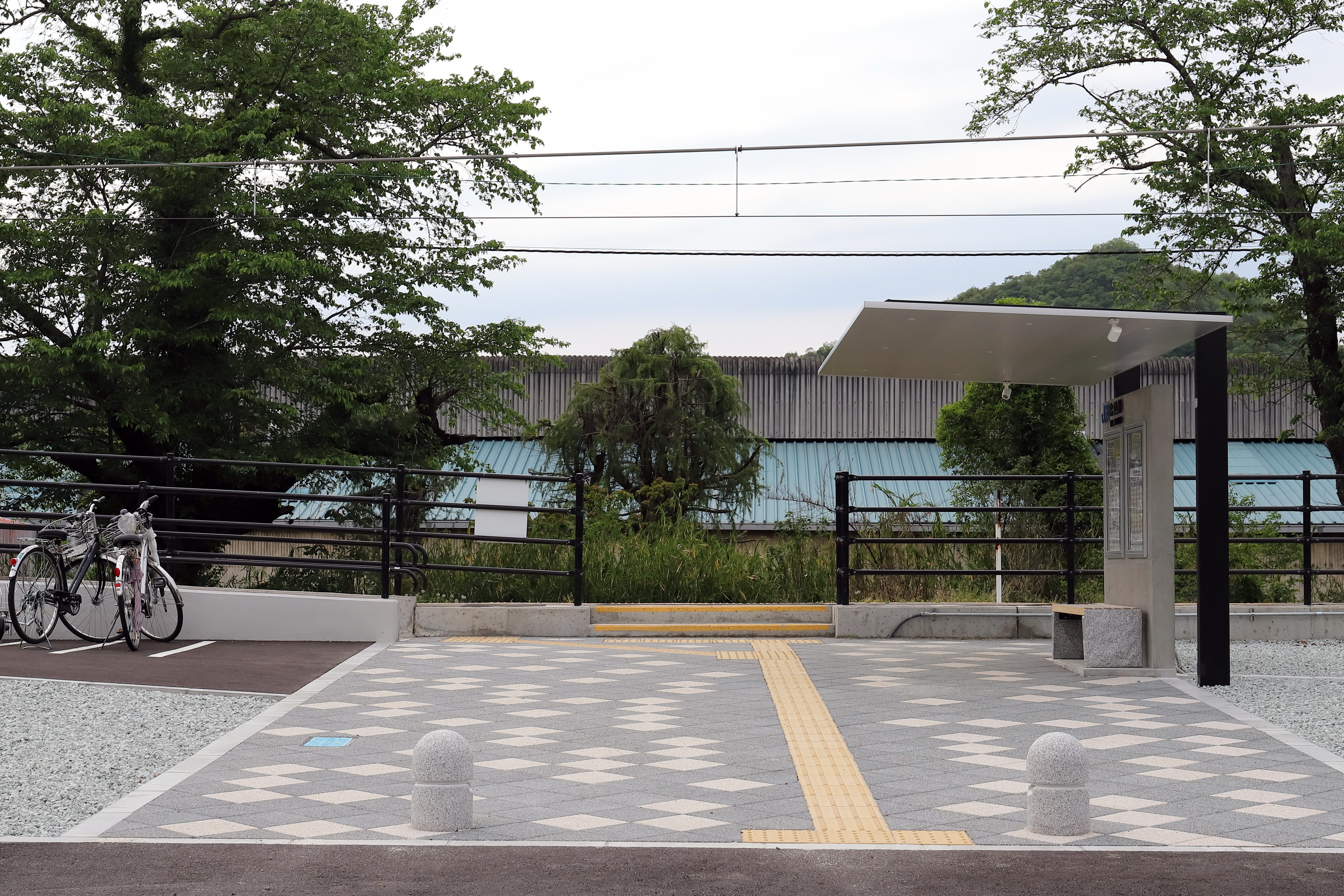
駅正面（2020年5月）
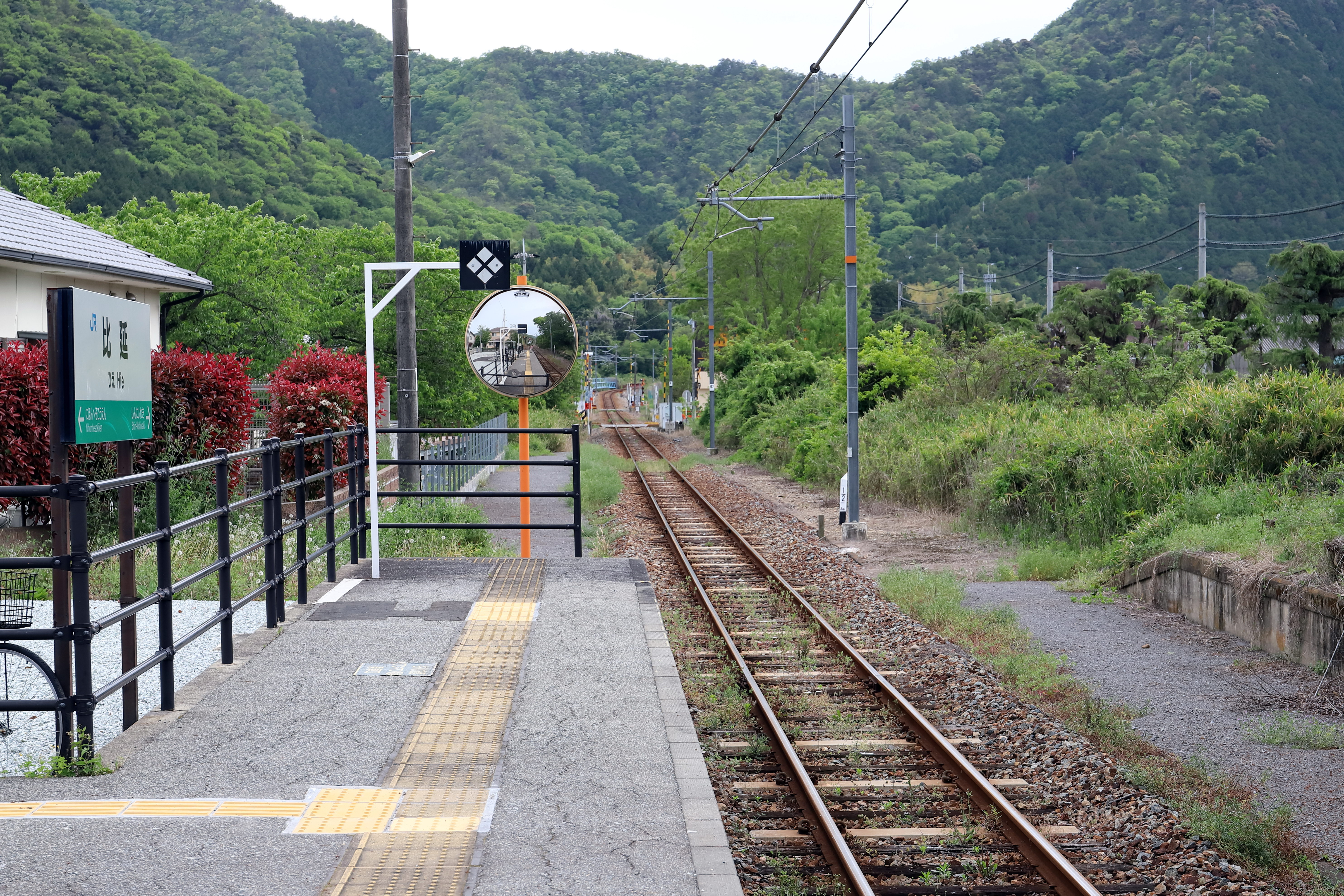
ホームより西脇市方面（2020年5月）
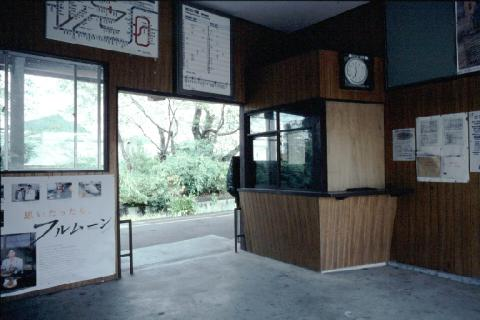
旧待合室（旧駅本屋内 1998年9月）
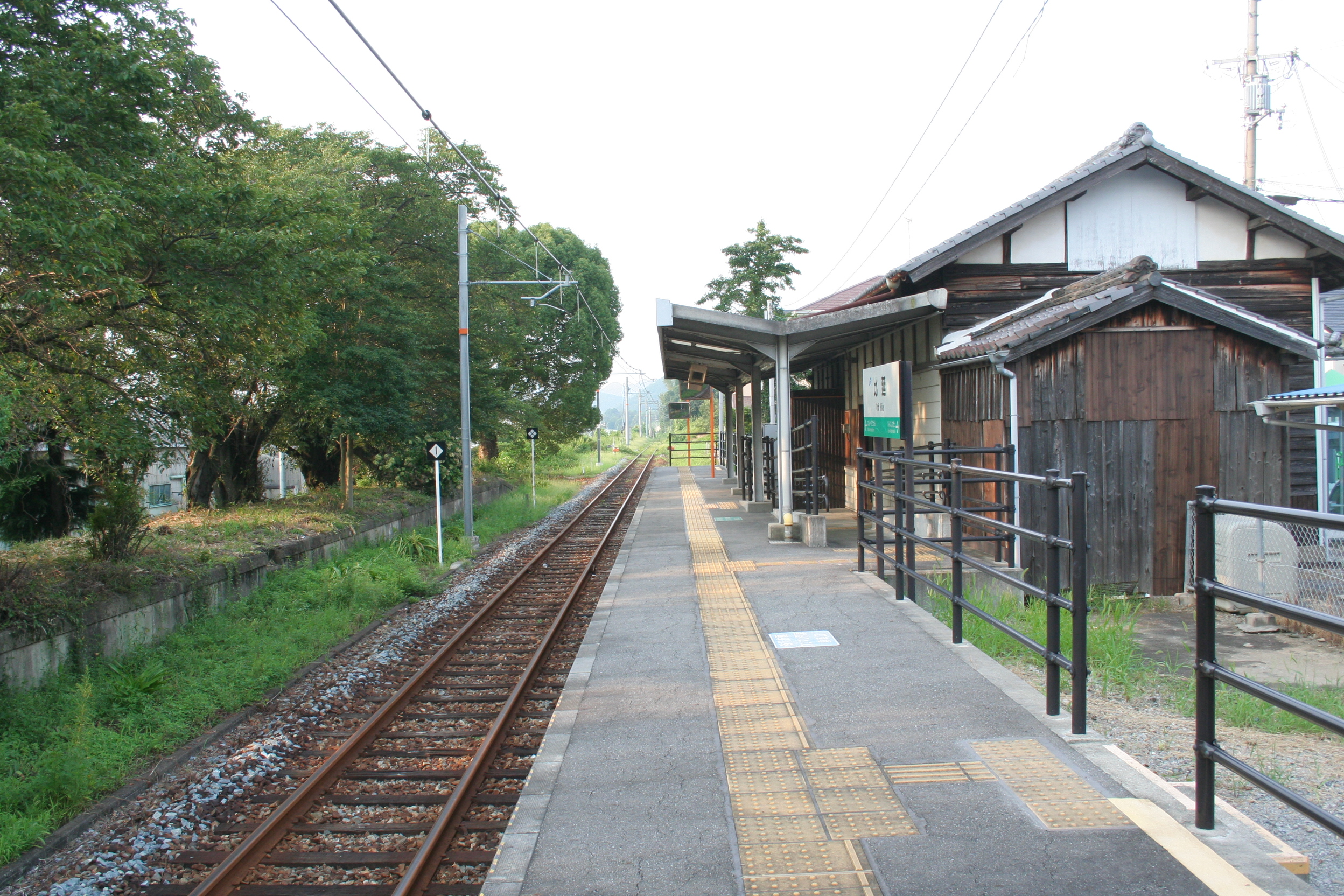
旧駅舎時代のホーム（2010年8月）

## 利用状況
「兵庫県統計書」によると、2023年（令和元年）度の1日平均乗車人員は7人である。
近年の1日平均乗車人員は以下の通りである。
| 年度   | 1日平均 乗車人員 |
| ------ | ---------------- |
| 2000年 | 23               |
| 2001年 | 17               |
| 2002年 | 14               |
| 2003年 | 7                |
| 2004年 | 10               |
| 2005年 | 11               |
| 2006年 | 11               |
| 2007年 | 11               |
| 2008年 | 14               |
| 2009年 | 19               |
| 2010年 | 17               |
| 2011年 | 15               |
| 2012年 | 19               |
| 2013年 | 21               |
| 2014年 | 13               |
| 2015年 | 13               |
| 2016年 | 13               |
| 2017年 | 12               |
| 2018年 | 11               |
| 2019年 | 13               |
| 2020年 | 12               |
| 2021年 | 9                |
| 2022年 | 8                |
| 2023年 | 7                |

## 駅周辺

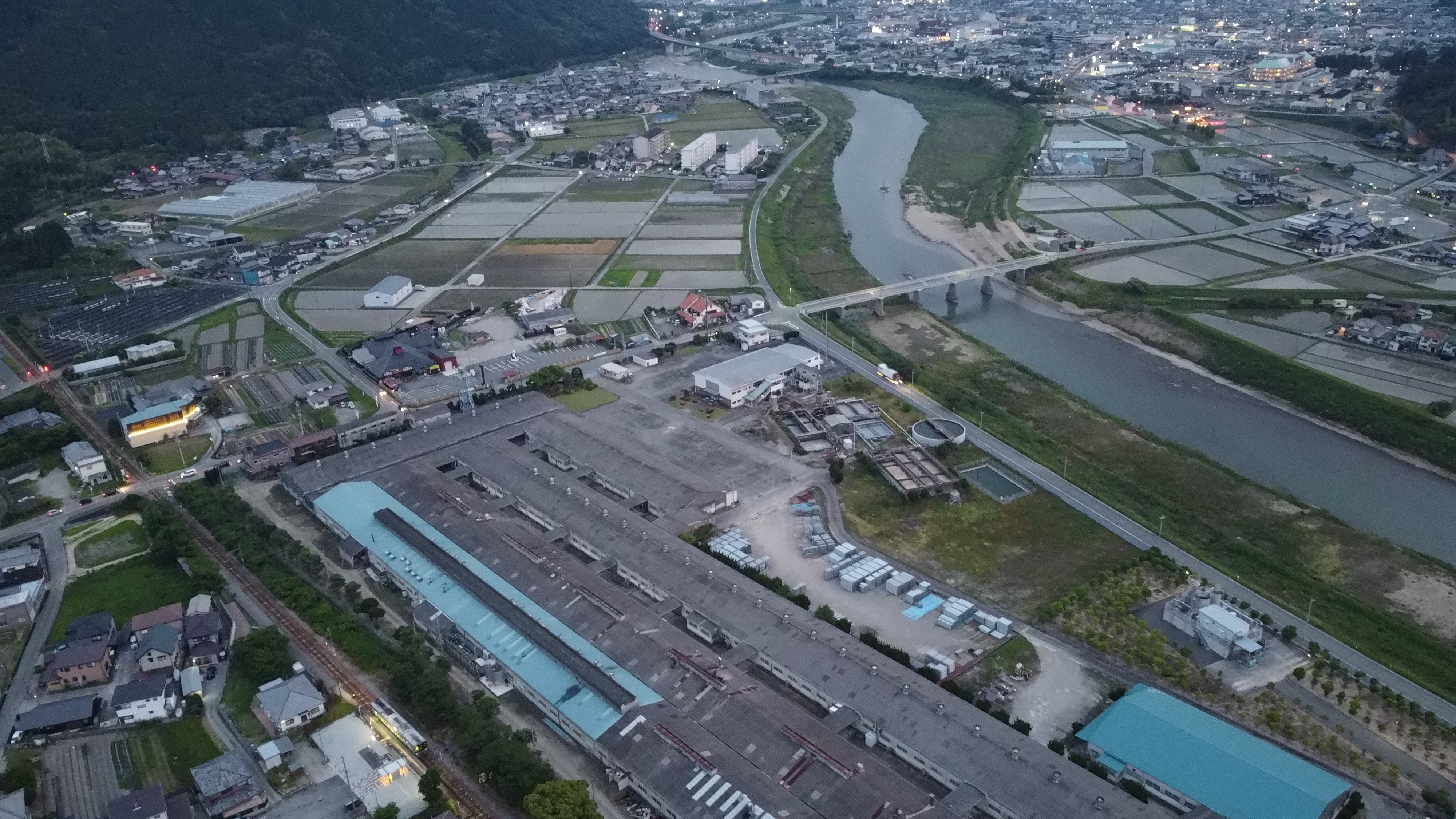
空から見る比延駅と加古川。駅横の青い建物は播州織工業協同組合と播織加工場。

- 播州織工業協同組合[13]
- 比延郵便局[14]
- 城山公園[15]
- 日清ヨーク関西工場[15]
- 西脇市立西脇東中学校[15]
- 西脇市立比延小学校[15]
- 西脇市立比延子ども園
- 国道175号
- 加古川[15]

## 隣の駅
西日本旅客鉄道（JR西日本）
 加古川線
新西脇駅 - 比延駅 - 日本へそ公園駅